# Greater Jacksonville
Greater Jacksonville – obszar metropolitalny w północno-wschodniej części amerykańskiego stanu Floryda. Główne miasto to Jacksonville. Aglomeracja swym zasięgiem obejmuje hrabstwa: Duval, Clay, St. Johns, Nassau i Baker. Jego powierzchnia wynosi 9577 km² a liczba ludności 1 313 228 (2008). Jest to czwarty co do wielkości obszar metropolitalny w stanie Floryda, za South Florida, Tampa Bay Area i Greater Orlando oraz 40 największa aglomeracja w kraju.